# Polniczka (województwo pomorskie)
Polniczka (kaszb. Szlacheckô Pòlnicô, niem. Adlig Pollnitz) – osada kaszubska w Polsce położona w województwie pomorskim, w powiecie człuchowskim, w gminie Człuchów. Miejscowość jest częścią składową sołectwa Polnica.
W latach 1975–1998 miejscowość administracyjnie należała do województwa słupskiego.

## Nazwa
9 grudnia 1947 r. ustalono urzędową polską nazwę miejscowości – Polniczka, określając drugi przypadek jako Polniczki, a przymiotnik – polniczecki.